# Palpalá
Palpalá es una ciudad argentina, cabecera del departamento homónimo, ubicada a 13 km al sudeste de la ciudad capital de San Salvador de Jujuy y a una altitud de 1125 m s. n. m.
Llamada "ciudad madre de industrias" por sus parques industriales, destacándose las instalaciones de Aceros Zapla S.A. (ex Altos Hornos Zapla), en la localidad de Río Blanco (parque industrial La Noria) una planta procesadora de boratos, entre otras, en el parque industrial Alto Latorre una fábrica de ácido sulfúrico, una fundidora de plomo, y diversas fundidoras de metal y plástico y en el parque industrial Snopek la Aduana, RTV, y depósito de alcantarillas de la provincia.
También es llamada ciudad deportiva, por alojar la primera Villa Olímpica de la provincia de Jujuy, incluyendo el Estadio Olímpico de Palpalá, y Ciudad Digital por los diversos puntos PAD (punto de acceso digital Wi-Fi) y NAC (Núcleo de Acceso al Conocimiento). Está dentro del perímetro de la reserva de biosfera de las Yungas.

## Toponimia
El origen del nombre Palpalá se remonta a la época de la conquista, cuando el entonces gobernador de Córdoba del Tucumán, se decide por fin a dar cumplimiento a las órdenes para fundar una ciudad en algún lugar situado en los valles de Jujuy, Salta o Calchaquí. Para eso decide seguir los consejos de sus capitanes, todos con experiencias logradas en las campañas que intervinieron. Algunos piensan que el lugar más conveniente es Salta, otros manifiestan que el sitio más adecuado es el Valle de Paspala, entre los Ríos de Ciénaga y Jujuy. Documentalmente es la primera vez que se menciona a este lugar, pero se dice "Paspala" y no "Palpalá", como se conoce en la actualidad.
Debe ser palabra de la lengua cakana, fonéticamente deformada por el habla castellana, pero está claro que este topónimo no se deriva de Paypaya. Pero como ocurre tantas veces, el nombre alude a alguna nación de entre las que ocuparon el extenso Valle de Jujuy.

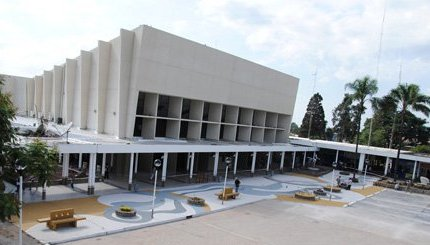
Cine teatro Altos Hornos Zapla.

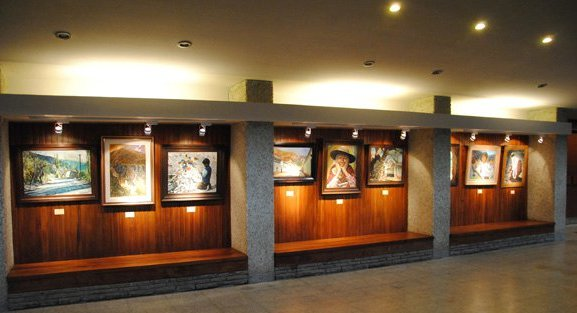
Cine Teatro Altos Hornos Zapla

## Historia
Es oficialmente fundada el 17 de abril de 1948, y declarada ciudad el 25 de mayo de 1972. La ciudad fue creciendo al ritmo de Altos Hornos Zapla, que fue la primera planta siderúrgica argentina del Plan Quinquenal de la presidencia del Gral. Juan Perón, y en la actualidad está compuesta de barrios, villas y fincas aledañas dedicadas en su mayoría a la plantación de tabaco.
Palpalá fue poblada por inmigrantes sirio-libaneses, españoles, peruanos, chilenos y bolivianos, quienes abrieron negocios que permitieron el desarrollo de la ciudad. Los primeros comercios se alojaron junto a la estación de trenes Manuel Nicolás Savio, como la "Farmacia Güemes" o la "Casa Esper".

## Población
En base al censo 2001, en el territorio municipal había 48 199 habitantes, con un aumento del 17,4% respecto al precedente (1991). De esos habitantes, el 50,2% son del sexo femenino, y el 49,8% masculinos. En 2001 la ciudad de Palpalá, sede municipal, contaba con 44 126 habitantes. En el censo de población de 2010 había 52 631 habitantes, 25 914 masculinos y 26 717 femeninas.

## Barrios
Palpalá cuenta con varios barrios siendo el más antiguo el barrio Carolina y Belgrano.
- 2 de abril
- 25 de Mayo
- 9 de Julio
- 11 de Octubre
- 23 de Agosto
- 18 de noviembre
- Alto Palpalá
- Antártida Argentina
- Belgrano
- Canal de Beagle
- Carahunco
- Carolina
- Ciudadela
- Constitución
- Ejército Argentino
- Florida
- General Savio
- Güemes
- La Merced
- Las Tipas
- Loma Golf
- Martijena
- Paso de Jama
- Raúl Galán
- Río Blanco
- San Ignacio de Loyola
- San José
- San Martín
- San Roque
- Santa Bárbara A
- Santa Bárbara B
- Sarmiento

## Clima
| Parámetros climáticos promedio de San Salvador de Jujuy | Parámetros climáticos promedio de San Salvador de Jujuy | Parámetros climáticos promedio de San Salvador de Jujuy | Parámetros climáticos promedio de San Salvador de Jujuy | Parámetros climáticos promedio de San Salvador de Jujuy | Parámetros climáticos promedio de San Salvador de Jujuy | Parámetros climáticos promedio de San Salvador de Jujuy | Parámetros climáticos promedio de San Salvador de Jujuy | Parámetros climáticos promedio de San Salvador de Jujuy | Parámetros climáticos promedio de San Salvador de Jujuy | Parámetros climáticos promedio de San Salvador de Jujuy | Parámetros climáticos promedio de San Salvador de Jujuy | Parámetros climáticos promedio de San Salvador de Jujuy | Parámetros climáticos promedio de San Salvador de Jujuy |
| Mes                                                     | Ene.                                                    | Feb.                                                    | Mar.                                                    | Abr.                                                    | May.                                                    | Jun.                                                    | Jul.                                                    | Ago.                                                    | Sep.                                                    | Oct.                                                    | Nov.                                                    | Dic.                                                    | Anual                                                   |
| ------------------------------------------------------- | ------------------------------------------------------- | ------------------------------------------------------- | ------------------------------------------------------- | ------------------------------------------------------- | ------------------------------------------------------- | ------------------------------------------------------- | ------------------------------------------------------- | ------------------------------------------------------- | ------------------------------------------------------- | ------------------------------------------------------- | ------------------------------------------------------- | ------------------------------------------------------- | ------------------------------------------------------- |
| Temp. máx. abs. (°C)                                    | 37.3                                                    | 36.2                                                    | 35.7                                                    | 32.6                                                    | 33.9                                                    | 32.5                                                    | 39.9                                                    | 36.4                                                    | 37.2                                                    | 40.5                                                    | 39.7                                                    | 38.4                                                    | 40.5                                                    |
| Temp. máx. media (°C)                                   | 29.6                                                    | 28.9                                                    | 27.0                                                    | 24.0                                                    | 21.3                                                    | 19.2                                                    | 20.3                                                    | 23.3                                                    | 25.0                                                    | 29.0                                                    | 30.0                                                    | 30.3                                                    | 25.7                                                    |
| Temp. media (°C)                                        | 23.5                                                    | 22.6                                                    | 21.3                                                    | 18.4                                                    | 14.9                                                    | 11.5                                                    | 12.0                                                    | 15.0                                                    | 17.3                                                    | 21.6                                                    | 23.1                                                    | 23.7                                                    | 18.7                                                    |
| Temp. mín. media (°C)                                   | 18.3                                                    | 17.4                                                    | 16.9                                                    | 14.7                                                    | 9.9                                                     | 5.9                                                     | 5.7                                                     | 8.4                                                     | 10.2                                                    | 14.6                                                    | 16.9                                                    | 17.9                                                    | 13.1                                                    |
| Temp. mín. abs. (°C)                                    | 10.4                                                    | 7.5                                                     | 7.9                                                     | 4.7                                                     | -1.9                                                    | -6.0                                                    | -5.0                                                    | -3.1                                                    | -1.2                                                    | 3.8                                                     | 9.5                                                     | 12.1                                                    | -6.0                                                    |
| Precipitación total (mm)                                | 191.2                                                   | 140.6                                                   | 141.9                                                   | 59.1                                                    | 8.7                                                     | 1.9                                                     | 5.9                                                     | 5.4                                                     | 3.0                                                     | 22.5                                                    | 58.2                                                    | 139.3                                                   | 777.7                                                   |
| Días de precipitaciones (≥ 1 mm)                        | 13                                                      | 12                                                      | 16                                                      | 10                                                      | 4                                                       | 3                                                       | 3                                                       | 2                                                       | 2                                                       | 4                                                       | 7                                                       | 11                                                      | 87                                                      |
| Humedad relativa (%)                                    | 76                                                      | 78                                                      | 82                                                      | 83                                                      | 80                                                      | 79                                                      | 72                                                      | 63                                                      | 56                                                      | 56                                                      | 64                                                      | 71                                                      | 72                                                      |
| Fuente n.º 1: Servicio Meteorológico Nacional           |                                                         |                                                         |                                                         |                                                         |                                                         |                                                         |                                                         |                                                         |                                                         |                                                         |                                                         |                                                         |                                                         |
| Fuente n.º 2: (extremes and sun 1981-1990)              |                                                         |                                                         |                                                         |                                                         |                                                         |                                                         |                                                         |                                                         |                                                         |                                                         |                                                         |                                                         |                                                         |

## Deportes
| Equipo                                             | Deporte | Competición                                           | Estadio         |
| -------------------------------------------------- | ------- | ----------------------------------------------------- | --------------- |
| Asociación Cultural y Deportiva Altos Hornos Zapla | Fútbol  | Liga Jujeña de Fútbol Torneo Regional Federal Amateur | Emilio Fabrizzi |
| Club Atlético Palpalá                              | Fútbol  | Liga Jujeña de Fútbol                                 | Jorge Newbery   |

## Ciudades hermanas
- Calama, Chile
- Iquique, Chile
- Mejillones, Chile

## Sismicidad
La sismicidad del área de Jujuy es frecuente y de intensidad baja, y un silencio sísmico de terremotos medios a graves cada 40 años.
- Sismo de 1863: aunque dicha actividad geológica catastrófica ocurre desde épocas prehistóricas, el terremoto del 4 de enero de 1863 (162 años),[7] señaló un hito importante dentro de la historia de eventos sísmicos jujeños, con 6,4 en la escala Richter. Pero nada cambió extremando cuidados o restringiendo códigos de construcción.[6]
- Sismo de 1948: el 25 de agosto de 1948 (76 años) con 7,0 Richter, el cual destruyó edificaciones y abrió numerosas grietas en inmensas zonas[6][7]
- Sismo de 2009: el 6 de noviembre de 2009 (15 años) con 5,6 Richter

## Parroquias de la Iglesia católica en Palpalá
| Diócesis   | Jujuy                        |
| ---------- | ---------------------------- |
| Parroquias | San Cayetano, Espíritu Santo |

## Galería

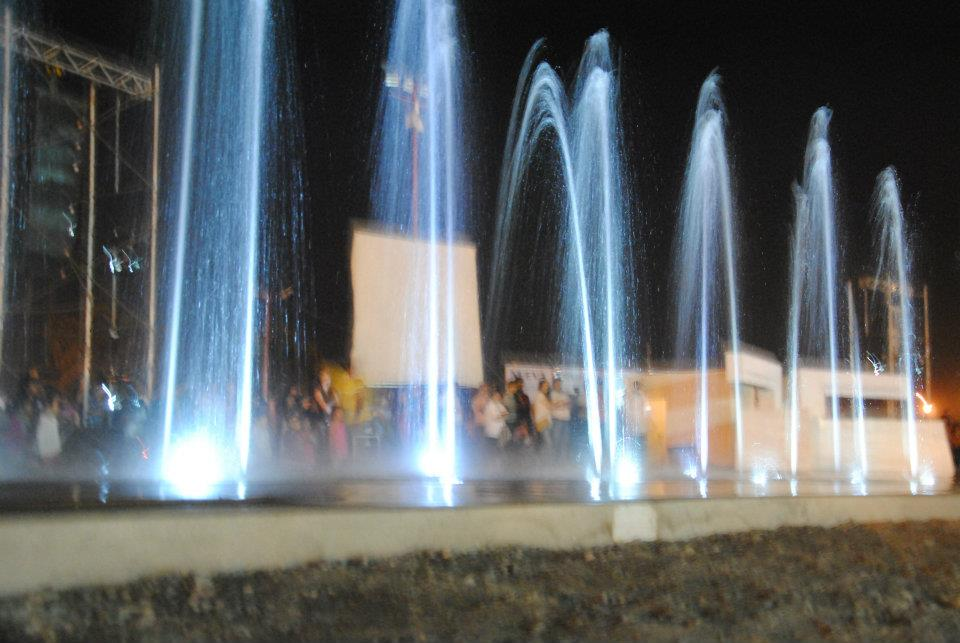
Aguas Danzantes. Palpala
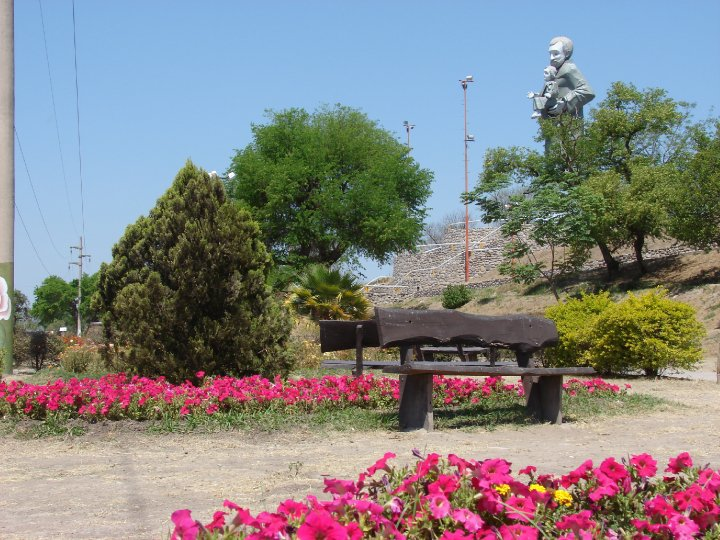
Paseo de las Flores